# Klimowka (Kaliningrad, Osjorsk)
Klimowka (russisch Климовка, deutsch Camanten, 1938–1945 Kamanten) ist ein Ort in der russischen Oblast Kaliningrad. Er gehört zur kommunalen Selbstverwaltungseinheit Munizipalkreis Osjorsk im Rajon Osjorsk.

## Geographische Lage
Klimowka liegt am westlichen Ufer der Angerapp (russisch: Angrapa) drei Kilometer nordöstlich der Stadt Osjorsk (Darkehmen/Angerapp). Über nur unwegsame Straßen ist Klimowka von der Stadt Osjorsk oder auch direkt von den hier gemeinsam verlaufenden Regionalstraßen 27A-043 (ex R517) und 27A-025 (ex R508) aus zu erreichen. Eine Bahnanbindung besteht nicht.

## Geschichte
Camanten (auch Kamanten) gehörte seit 1874 als Landgemeinde zum neu errichteten Amtsbezirk Gailboden im Kreis Darkehmen. Der Ort zählte im Jahr 1905 63 Einwohner, deren Zahl bis 1925 auf 53 sank. Am 15. Januar 1930 wurde die Nachbargemeinde Demildszen (heute russisch Sebeschskoje) an die Landgemeinde Camanten angeschlossen. Am 3. Juni 1938 – mit amtlicher Bestätigung vom 16. Juli 1938 – wurde die offizielle Namensschreibung „Kamanten“ verordnet. Gehörten im Jahre 1933 insgesamt 105 Einwohner zur neugebildeten Gemeinde, so waren es 1939 noch 102.
Infolge des Zweiten Weltkrieges kam der Ort mit der gesamten nordostpreußischen Region zur Sowjetunion. 1947 erhielt er den russischen Namen „Klimowka“ und wurde gleichzeitig dem Dorfsowjet Bagrationowski selski Sowet im Rajon Osjorsk zugeordnet. Um 1980 gelangte der Ort in den Sadowski selski Sowet. Von 2008 bis 2014 gehörte Klimowka zur Landgemeinde Krasnojarskoje selskoje posselenije, von 2015 bis 2020 zum Stadtkreis Osjorsk und seither zum Munizipalkreis Osjorsk.

## Kirche
Die fast ausnahmslos evangelische Bevölkerung von Kamanten war bis 1945 in das Kirchspiel Darkehmen (Angerapp) eingegliedert. Es gehörte zum Kirchenkreis Darkehmen (Angerapp) in der Kirchenprovinz Ostpreußen der Kirche der Altpreußischen Union. Die letzten deutschen Geistlichen waren die Pfarrer Johannes Gemmel und Helmut Passauer.
Nach einem Verbot kirchlichen Lebens während der Sowjetzeit entstanden in den 1990er Jahren in der Oblast Kaliningrad wieder zahlreiche evangelische Gemeinden. Klimowka liegt nun im Gebiet der Salzburger Kircheegemeinde in Gussew (Gumbinnen), die ihrerseits Teil der neugebildeten Propstei Kaliningrad in der Evangelisch-Lutherischen Kirche Europäisches Russland ist. 